# Сутиван
Сутиван је насељено место и седиште општине у Сплитско-далматинској жупанији, на острву Брачу, Република Хрватска.

## Историја
До територијалне реорганизације у Хрватској налазио се у саставу старе општине Брач.

## Становништво
На попису становништва 2011. године, општина, одн. насељено место Сутиван је имала 822 становника.

### Општина Сутиван
| Број становника по пописима | Број становника по пописима | Број становника по пописима | Број становника по пописима | Број становника по пописима | Број становника по пописима | Број становника по пописима | Број становника по пописима | Број становника по пописима | Број становника по пописима | Број становника по пописима | Број становника по пописима | Број становника по пописима | Број становника по пописима | Број становника по пописима | Број становника по пописима |
| --------------------------- | --------------------------- | --------------------------- | --------------------------- | --------------------------- | --------------------------- | --------------------------- | --------------------------- | --------------------------- | --------------------------- | --------------------------- | --------------------------- | --------------------------- | --------------------------- | --------------------------- | --------------------------- |
| 1857                        | 1869                        | 1880                        | 1890                        | 1900                        | 1910                        | 1921                        | 1931                        | 1948                        | 1953                        | 1961                        | 1971                        | 1981                        | 1991                        | 2001                        | 2011                        |
| 1.556                       | 1.666                       | 1.798                       | 1.880                       | 1.746                       | 1.505                       | 1.624                       | 962                         | 713                         | 704                         | 641                         | 584                         | 601                         | 641                         | 759                         | 822                         |

Напомена: Настала из старе општине Брач. У 1921. садржи део података за општину Нережишћа.

### Сутиван (насељено место)
| Број становника по пописима | Број становника по пописима | Број становника по пописима | Број становника по пописима | Број становника по пописима | Број становника по пописима | Број становника по пописима | Број становника по пописима | Број становника по пописима | Број становника по пописима | Број становника по пописима | Број становника по пописима | Број становника по пописима | Број становника по пописима | Број становника по пописима | Број становника по пописима |
| --------------------------- | --------------------------- | --------------------------- | --------------------------- | --------------------------- | --------------------------- | --------------------------- | --------------------------- | --------------------------- | --------------------------- | --------------------------- | --------------------------- | --------------------------- | --------------------------- | --------------------------- | --------------------------- |
| 1857                        | 1869                        | 1880                        | 1890                        | 1900                        | 1910                        | 1921                        | 1931                        | 1948                        | 1953                        | 1961                        | 1971                        | 1981                        | 1991                        | 2001                        | 2011                        |
| 1.556                       | 1.666                       | 1.798                       | 1.880                       | 1.746                       | 1.505                       | 1.624                       | 962                         | 713                         | 704                         | 641                         | 584                         | 601                         | 641                         | 759                         | 822                         |

Напомена: У 1857. исказано под именом Свети Иван, а од 1880. до 1900. под именом Стиван (Стивањ) и Сутиван од 1910. надаље. У 1921. садржи податке за насеље Доњи Хумац (општина Нережишћа).

### Попис1991.
На попису становништва 1991. године, насељено место Сутиван је имало 641 становника, следећег националног састава:
| Попис 1991.‍  | Попис 1991.‍  | Попис 1991.‍ | Попис 1991.‍ | Попис 1991.‍ |
| ------------ | ------------ | ----------- | ----------- | ----------- |
|              |              |             |             |             |
| Хрвати       | Хрвати       |             | 586         | 91,41%      |
| Муслимани    | Муслимани    |             | 10          | 1,56%       |
| Срби         | Срби         |             | 10          | 1,56%       |
| Југословени  | Југословени  |             | 6           | 0,93%       |
| Албанци      | Албанци      |             | 3           | 0,46%       |
| Мађари       | Мађари       |             | 2           | 0,31%       |
| Немци        | Немци        |             | 2           | 0,31%       |
| Пољаци       | Пољаци       |             | 1           | 0,15%       |
| Словаци      | Словаци      |             | 1           | 0,15%       |
| Словенци     | Словенци     |             | 1           | 0,15%       |
| Црногорци    | Црногорци    |             | 1           | 0,15%       |
| Чеси         | Чеси         |             | 1           | 0,15%       |
| неопредељени | неопредељени |             | 13          | 2,02%       |
| непознато    | непознато    |             | 4           | 0,62%       |
| укупно: 641  |              |             |             |             |